# محمية الواحات البحرية
محمية الواحات البحرية أعلنت محمية طبيعية في عام 2010، وتضم كل من (الدست والمغرفة- جبل الإنجليز- الصحراء السوداء)  ويمثل منخفض الواحات البحرية أحد المنخفضات السبعة الرئيسية لصحراء مصر الغربية، إذ يقع بين دائرتي عرض 48 َ 27 و 30 َ 28 شمالاً، وبين خطي طول 35 َ 28 و 10 َ 29 شرقاً، وتبلغ مساحة المنخفض الكلية حوالي 2000 كم2، ويأخذ المنخفض شكلاً بيضاوياً بمحوره الشمالي الشرقي- الجنوبي الغربي، حيث يصل أقصي طول له حوالي 94 كم تقريباً، في حين يبلغ أقصي عرض له حوالي 42 كم، ويبعد عن مدينة 6 أكتوبر بمسافة تبلغ 360 كم جنوباً.
ويرجع اختيار منطقة الواحات البحرية كمحمية طبيعية إلي وقوعها بين محميتي سيوه في الشمال والصحراء البيضاء في الجنوب، مما يؤهلها لتكون همزة الوصل بينهما، كذلك بروز أهمية منطقة الواحات البحرية عالمياً مؤخراً كمنطقة أبحاث علمية بعد اكتشاف حفريات باراليتيتان ثاني أضخم ديناصور في العالم بها. وكانت منذ أيام الفراعنة أهم ممر للقوافل التجارية بين ليبيا والصحراء الغربية ووادى النيل وبها آثار فرعونية ورومانية وإغريقية.
ويتركز الهدف من إعلان منطقة الواحات البحرية محمية طبيعية إلي صون الثروات الطبيعية والحضارية بإيقاف كافة الأنشطة الزراعية والعمرانية علي مناطق التراث الطبيعي والثقافي بالمنطقة، والتي قد تؤدي إلي تدهورها وتدميرها أو المساس بمستواها الجمالي، والمساهمة في تحقيق برامج التنمية المستدامة، كذلك تنمية السياحة البيئية لزيارة منطقة الديناصورات الوحيدة في مصر والمناطق الأثرية العديدة، والتي توجد في منطقة الواحات البحرية دون غيرها ووضع المنطقة علي خريطة السياحة العالمية، الحفاظ علي التكوينات الجيولوجية الفريدة والموارد النباتية والحيوانية والتكوينات الرملية بأشكالها المختلفة، وكذلك الحفاظ علي الآبار والعيون الموجودة بالمنطقة، هذا بالإضافة إلي تأهيل منطقة الواحات البحرية لتكون البوابة الرئيسية للسياحة البيئية والتراثية في الصحراء الغربية، وأخيراً إتاحة فرص عمل في مجالات عديدة منها صون التراث الطبيعية والتراث الحضاري وجذب السياحة العالمية والمحلية للمنطقة ومشاركة السكان المحليين في إدارة المنطقة.

## التنوع الحيوي والطبيعي واهميته
وتتميز محمية الواحات البحرية بغناها بالتنوع البيولوجي من الكائنات الحية النباتية والحيوانية التي يتهددها التدمير لموائلها الطبيعية والاستغلال المفرط لتلك الموارد الطبيعية خاصة الغطاء النباتي الذي يتم استخدامه للوقود وصناعة الفحم والجمع الجائر للأعشاب الطبية والرعي الجائر، مما يؤدي إلي فقد الأنواع وتدهور التنوع البيولوجي كما تتمثل الأنواع الحيوانية في وجود الثديات والزواحف والطيور وغير ذلك.
وتعتبر منطقة تلا «الدست والمغرفة» إرث جيولوجي نادر لاعتبارها منطقة أبحاث خاصة بالحفريات الفقارية منذ عام 1910 باكتشاف أول الديناصورات المصرية، بالإضافة إلي الحيوانات المتحفرة المصاحبة لها وهي من الديناصورات آكلات اللحوم ويتميز هذا الديناصور بفقراته الظهرية ذات الامتداد الظهري التي تشبه الأشواك ويعتبر هذا الديناصور هو الأول علي مستوي أفريقيا، ثم بدأ اكتشاف حفريات ديناصورات أخرى في رسوبيات العصر الطباشيري في المغرب والجزائر وتونس وليبيا والنيجر والسودان. كما تم اكتشاف ديناصور آكل عشب أطلق عليه Paralatitan Stromeri باراليتيتان ديناصور المد والجزر من موقع يبعد حوالي 9 كم عن مدينة الباويطي و5 كم داخل الصحراء وتم اكتشافه ليعد ثاني أضخم ديناصور في العالم في العصر الطباشيري.
|  |  |  |

وتتميز منطقة الصحراء السوداء بالتلال المنعزلة حيث تعتبر من أهم ملامح اللاند سكيب التي تميز منخفض الواحات البحرية عن غيره من المنخفضات الصحراوية الأخرى، حيث تتناثر التلال كأرخبيل من الجزر مكونة ما يعرف بالصحراء السوداء، وتتباين هذه التلال في أحجامها وتكويناتها وارتفاعاتها وأشكالها، فبعضها لونه قاتم يتكون من الدلوريت والكوارتزيت الحديدي وبعضها يميل لونه إلي الحمرة حيث تتكون صخور السطحية من الحجر الرملي الحديدي، وأما القليل من هذه التلال فيتكون من الحجر الجيري الأبيض. وتستغل المنطقة كأحد وسائل جذب السياح، حيث تحتوي في بعض أجزائها علي أكاسيد الحديد بألوانها الحمراء والبرتقالية والصفراء، ويظهر ذلك جلياً في منطقة الجبل الأسود.
كما يقع جبل الإنجليز في المنطقة الفاصلة بين قرية منديشة ومدينة الباويطي، وأطلق عليه هذا الاسم لتمركز القوات الإنجليزية عليه إبان فترة الاحتلال البريطاني للواحة، ويمكن التعرف عليه من خلال الأطلال الموجودة علي قمته وتعود هذه الأطلال علي فترة الحرب العالمية الأولي حينما قام الكابتن (ويلمز) من الجيش الإنجليزي بإنشاء مبني يتكون من ثلاث غرف وحمام بهدف مراقبة القوات السنوسية التي كانت تهاجم الواحة آنذاك. ويتميز جبل الإنجليز بقمته السوداء بسبب احتوائها علي أحجار الدوليت والبازلت وهي من الصخور البركانية التي تدخل علي وجود نشاط بركاني قديم بالمنطقة، وترجع أهمية موقع جبل الإنجليز السياحية بوقوعه في منتصف النطاق العمراني بالواحات البحرية، يضاف إلي ذلك وجود بئر مائي روماني بقمة الجبل.
وجدير بالذكر أن منطقة الواحات البحرية تضم العديد من الموارد الاقتصادية الهامة مثل أشجار النخيل الذي يصل تعدادها إلي حوالي 1/2 مليون نخلة والتي تنتج حوالي 25 ألف طن من أجود أنواع التمور سنوياً، وكذلك أراضي الاستصلاح الزراعي والتي تقدر بحوالي 22 ألف فدان، كما تتمتع المنطقة بمقومات جذب السياحة البيئية التي تتمثل في سياحة الآثار- سياحة السفاري والتخييم في الصحاري وخاصة في منطقة الصحراء السوداء التي تتغطي بالرواسب البازلتية، وكذلك السياحة العلاجية نظراً لانتشار بعض من الآبار والعيون الكبريتية والرمال والشمس بغرض الاستشفاء من الأمراض الجلدية والروماتيزمية.

## وصلات خارجية
- بدو «الصحراء السوداء» يطالبون بتحويلها إلى محمية لمنع التعديات.. والحكومة «مطنشة»، المصري اليوم في 1 أكتوبر 2009
- التنسيق بين «6 أكتوبر» و«البيئة» لتحويل الواحات البحرية إلى محمية طبيعية، المصري اليوم في 24 ديسمبر 2008